# 石塚陸翔
石塚 陸翔（いしづか りくと、2015年4月10日 - ）は、日本の子役。テアトルアカデミープロダクション所属。趣味・特技は空手。

## 人物
2022年には情報番組　『ZIP!』で、石塚の憧れている俳優について「横浜流星さんとか、鈴木伸之さんみたいにアクションができる俳優さんになりたい」と語り、ヤンキーの抗争シーンなどの戦うアクションをやってみたいと、自身の夢を明かした。また、水曜ドラマ「ファーストペンギン！」で共演している奈緒は「本当にすごいんですよね、陸翔くんってお芝居も。大人の部分もあって。7歳なんですけど」と評価。

## 反応
朝ドラ『虎に翼』が放送された際には、SNS上で石塚の屈託のない笑みと演技がかわいいと話題になった。
また、石塚が出演した連続ドラマ　『ブルーモーメント』では、女優の平岩紙と親子を演じ、『虎に翼』でも親子役を務めたことから視聴者は「また親子役」と反応した。

## 出演
この項の出典：

### 映画
- 約束のネバーランド（2020年12月18日、東宝） - トム 役
- 明日を綴る写真館（2024年6月7日、アスミック・エース） - 太一（幼少期） 役[6]

### テレビドラマ
- べしゃり暮らし（2019年、テレビ朝日） - 藤川球児 役
- 知らなくていいコト（2020年、日本テレビ） - 尾高壮太 役
- 大河ドラマ（NHK）
  - 麒麟がくる 第39回（2020年） - 明智十五郎 役
  - 光る君へ（2024年） - 懐仁親王 役
  - べらぼう〜蔦重栄華乃夢噺〜（2025年） - 駿河屋の丁稚 役
- それでも愛を誓いますか?（2021年、朝日放送テレビ） - 足立悠介 役
- となりのチカラ 第5話（2022年3月3日、テレビ朝日） - 星譲の息子 役
- クロステイル 〜探偵教室〜 第1話（2022年、東海テレビ） - 飛田匡（幼少期） 役
- 私のエレガンス（2022年、BSテレ東）第3話
- 女王の法医学～屍活師～2（2022年3月21日、テレビ東京）- 梶山仁史（幼少期） 役
- カナカナ 第14回（2022年、NHK）
- 連続テレビ小説（NHK）
  - ちむどんどん（2022年） - 青柳和彦（幼少期） 役
  - 虎に翼（2024年） - 大庭光三郎（幼少期） 役
- 悪女のすべて（2022年、BS松竹東急） - 玉野奏多 役
- ファーストペンギン!（2022年、日本テレビ） - 岩崎進 役
- リエゾン -こどものこころ診療所- 第6話（2023年2月24日、テレビ朝日） - 優太 役
- おとなりに銀河（2023年、フジテレビ） - 久我ふみお 役
- もう一度パパと呼ばれる日（2023年、フジテレビ） - 三倉春 役
- 真夏のシンデレラ（2023年、フジテレビ） - 小椋春樹 役
- 君が死ぬまであと100日（2023年、日本テレビ） - 津田林太郎（幼少期） 役
- ウルトラセブン55周年コンセプトムービー『ウルトラセブン IF Story 「55年前の未来」』 - 少年 役
- BLドラマの主演になりました（テレビ朝日） - 青柳萌（幼少期） 役
- 春になったら（2024年、関西テレビ・フジテレビ） - 川上龍之介 役
- 正直不動産2 第9話・最終話（2024年3月5日・3月12日、NHK） - 神木翔太 役
  - 正直不動産ミネルヴァ Special（2025年2月5日、NHK BS）
- 心はロンリー気持ちは「…」 FINAL（2024年4月27日、フジテレビ）- 東玲雄 役
- BLUE MOMENT ブルーモーメント 第1話・第6話 - 第8話（2024年4月24日・5月29日 - 6月12日、フジテレビ）-上野海斗 役
- 顔に泥を塗る 第6話（2024年、テレビ朝日） - 小学生のハル 役
- 離婚弁護士 スパイダー 第1話（2024年、日本テレビ）- ⾼遠宙 役
- オクラ〜迷宮入り事件捜査〜 第2話 - 第5話（2024年10月15日 - 11月5日、フジテレビ） - 不知火壮太 役
- ドクターY〜外科医・加地秀樹〜（2024年11月30日、テレビ朝日）- 東村練（幼少期） 役
- 日本一の最低男 ※私の家族はニセモノだった 第8話・第9話（2025年2月27日・3月6日、フジテレビ） - 枝龍之介 役[7]
- 藤子・F・不二雄 SF短編ドラマ シーズン3「マイロボット」（2025年3月27日、NHK BSプレミアム4K）[8]
- 天久鷹央の推理カルテ 第4話・第5話（2025年5月13日・20日、テレビ朝日） - 三木健太 役[9]
- 波うららかに、めおと日和 第9話（2025年6月19日、フジテレビ） - 芳森柊一 役[10]
- DOCTOR PRICE 第1話（2025年7月6日、日本テレビ） - 依岡勇気 役

### 教育・ドキュメンタリー
- いないいないばあっ!（Eテレ）- 2016年冬レギュラー
- ザ・プロファイラー 〜夢と野望の人生〜（NHK） - 高杉晋作 役
- シナぷしゅ（テレビ東京）2022年度シナぷしゅキッズ
- パニパニパイナ！ #41 - ヤンヤン 役

### バラエティ
- ヒルナンデス!（日本テレビ）
- ありえへん∞世界（テレビ東京）
- ザ!世界仰天ニュース（日本テレビ）
- 中居正広の金曜日のスマイルたちへ（TBS）「三浦祐太朗」篇

### CM
- 東京都『脱炭素へ！HTT東京まもり隊！』
- マルハニチロ「カメの恩返し」編
- タカラスタンダード『未来への願い「省エネ篇」』[11]
- 『フィットちゃんランドセル2024』
- マクドナルド『ハッピーセット「シルバニアファミリー劇場篇」』
- しまむら『FIBERHEATあったかラグ』『FIBERHEATあったか敷きパッド』『超COOL ラグ・敷パッド』
- グラクソ・スミスクライン『ボルタレン』
- ファブリーズ「おそうじエイド ハウスダストをまとめて固めるスプレー」
- ファイザー製薬「肺炎球菌ワクチン追加接種啓発」
- HONDA『N-BOX』
- 大王製紙『GOO.N「グ～ンおでかけ大成功 パンツ」篇』『GOO.N』パッケージ
- 三菱電機『霧ヶ峰』
- 『オートバック』
- 『アイフルホーム』
- ベネッセ「こどもちゃれんじぽけっと ぽけっとえほん」

### ミュージックビデオ
- She Her Her Hers「Thirsty」
- Hammer Head Shark「たからもの」
- VaVa「birthday」
- ナオト・インティライミ「未来へ」